# Simon Guggenheim
Simon Guggenheim (30 décembre 1867 - 2 novembre 1941) est un homme d'affaires, homme politique et philanthrope américain.

## Biographie
Né à Philadelphie, il est le fils de Meyer Guggenheim et l'avant-dernier des frères de Benjamin Guggenheim et Solomon R. Guggenheim. Simon Guggenheim s'installe à Denver et est sénateur républicain du Colorado de 1907 à 1913. Durant son mandat de sénateur, il est également président de U.S. Senate Committee to Establish a University of the United States, comité qui n'aboutira pas.
De 1919 à 1941, il est le président de l'American Smelting and Refining Company.
Il épouse Olga Hirsh. À la suite du décès de leur fils en 1922, peu avant que ce dernier n'entre à l'université, Simon et Olga Guggenheim fondent la Fondation John-Simon-Guggenheim, qui récompense des chercheurs et des artistes. Les Guggenheim donnent de l'argent aussi à des nombreuses institutions du monde de l'éducation. 

## Source
- (en) Cet article est partiellement ou en totalité issu de l’article de Wikipédia en anglais intitulé « Simon Guggenheim » (voir la liste des auteurs).

- Ressource relative à la vie publique :   - Biographical Directory of the United States Congress
- Notices dans des dictionnaires ou encyclopédies généralistes :   - American National Biography
  - Britannica
  - Nationalencyklopedin
- Notices d'autorité :   - VIAF
  - LCCN
  - Israël
  - WorldCat